# 尾花沢市立尾花沢中学校
尾花沢市立尾花沢中学校（おばなざわしりつ おばなざわちゅうがっこう）とは、山形県尾花沢市にある公立中学校である。

## 概要
- 市役所や尾花沢警察署が集まる尾花沢市中心部を学区としている。

## 沿革
- 1947年（昭和22年） - 尾花沢町立尾花沢中学校として開校
- 1959年（昭和34年）4月10日 - 尾花沢市立尾花沢中学校に改称
- 2012年（平成24年）4月1日 - 尾花沢市立宮沢中学校が閉校により、尾花沢中学校が受け入れ校となる[2]。
- 2015年（平成26年）4月1日 - 尾花沢市立常盤中学校が閉校により、尾花沢中学校が受け入れ校となる[3]。

## 学区
- 尾花沢小学校、宮沢小学校、常盤小学校、鶴子小学校学区[4]

## 教育目標
- 誠実な生徒
- 学習にうちこむ生徒
- 活力ある生徒

## 生徒数
| 年度 | 男子 | 女子 | 計  |
| ---- | ---- | ---- | --- |
| 2012 | 134  | 128  | 262 |

## 出身者
- 菅根光雄 - 尾花沢市長
- 長谷川公一 - 社会学者
- 琴ノ若晴將 - 大相撲力士（元関脇）。13代 佐渡ヶ嶽親方。